# The Pawn
The Pawn ist ein Textadventure mit illustrierenden Grafiken, das 1985 vom britischen Entwicklerstudio Magnetic Scrolls erstellt und publiziert wurde.
Das Spiel ist für diese auch in vielen anderen Portierungen enthaltenen überzeugenden Grafiken und die Titelmusik auf dem Commodore Amiga besonders bekannt. Auch die Story und der Parser des Spiels galten als herausragend.

## Handlung
Der Spieler wird auf mysteriöse Weise in die Fantasywelt Kerovnia versetzt. In Kerovnia sieht sich der regierende König Erik mit Unruhen konfrontiert, die aus seiner Entscheidung, das Zwergenvolk der Roobikyoub aus dem Land zu verbannen, beruhen – die Roobikyoub brannten den besten und populärsten Whisky des Landes. Ausschlaggebend für den Bann war die Ermordung von Eriks Frau, Königin Jendah, für die er die Zwerge verantwortlich machte. Ziel des Spiels ist es, zurück in die Wirklichkeit zu gelangen.

## Spielprinzip und Technik
The Pawn ist ein Textadventure, das heißt, Umgebung und Geschehnisse werden als Bildschirmtext ausgegeben und die Visualisierung obliegt zum größten Teil der Fantasie des Spielers. Im Gegensatz zu klassischen Textadventures, die über keinerlei grafische Ausschmückung verfügen, wartet The Pawn mit einem Bild der jeweiligen Umgebung auf. Die Spielwelt umfasst etwa 100 Orte, 35 davon sind mit Bildern versehen. Gesteuert wird das Spiel über als Imperativ formulierte Tastatureingaben („nimm Schwert“), die von einem Parser zerlegt, analysiert und abgearbeitet werden.

## Produktionsnotizen
Die erste veröffentlichte Version hatte noch keine Grafiken und wurde 1985 von Sinclair Research für den Sinclair QL auf den Markt gebracht. Ab 1986 folgten Portierungen für diverse 16-Bit- und 8-Bit-Heimcomputer, die von Rainbird Software veröffentlicht wurden. Die erste dieser Umsetzungen erschien auf dem Atari ST und dieser Version wurden auf Wunsch des Publishers Rainbird illustrierende Grafiken von Geoff Quilley hinzugefügt.
Für den Inhalt war Rob Steggles verantwortlich. Er formte aus den Ideen der Magnetic-Scrolls-Mitarbeiter eine Geschichte, konstruierte die Rätsel und schrieb die Bildschirmtexte. Die Programmierer für diesen Titel waren Hugh Steers und Magnetic-Scrolls-Mitgründer Ken Gordon.
Magnetic Scrolls stand dem Wunsch des Publishers Rainbird, einzelnen Orten im Spiel Grafiken hinzuzufügen, anfangs skeptisch gegenüber. Sie ließen vom Grafiker Geoff Quilley zunächst probeweise zwei Grafiken erstellen. Von dem Ergebnis waren sie so beeindruckt, dass sie das ganze Adventure von Quilley bebildern ließen. Dabei waren die Grafiken rein illustrativ und keine exakte Wiedergabe der Spielwelt. Sie enthielten keine zusätzlichen Informationen oder Lösungshinweise für den Spieler. Für das Anfertigen der Pixelgrafiken im Format 256 × 135 verwendete Quilley das nichtkommerzielle Programm NEOchrome auf dem Atari ST. Die Grafikhardware des Atari ST setzte dabei technische Beschränkungen: Die Grafiken hatten eine Farbtiefe von 4 Bit und benutzten indizierte Farben. So konnten in jeder Grafik nur 16 aus insgesamt 512 möglichen Farben verwendet werden. Die Amiga-Version des Spiels ist für ihre Musik bekannt, in der digitale gesamplete Musikinstrumente zum Einsatz kommen. Als das Spiel erstmals erschien, war der Amiga der erste Homecomputer, der die Sample-Technik unterstützte. The Pawn war zu diesem Zeitpunkt das erste Spiel, das diese technischen Möglichkeiten ausnutzte und gesampelte Gitarren einsetzte. Der Musiktitel wurde von John Molloy komponiert.
Der Spielverpackung waren verschiedene Objekte beigelegt, die die Immersion vertiefen sollten, aber auch als Kopierschutz dienten. Neben einer in der Spielwelt Kerovnia spielenden Novelle und einer Landkarte Kerovnias waren so auch Codes beigelegt, mit denen man im Spiel Hilfestellung zu Rätseln erhalten konnte – einer Raubkopie fehlten diese Beilagen und somit auch die Hilfestellungen.
2017 brachte die Initiative Strand Games eine auf modernen Windows-PCs lauffähige Version des Spiels sowie Versionen für mobile Endgeräte mit den Betriebssystemen Android und iOS heraus.

## Rezeption
Für die Happy Computer lobte Heinrich Lenhardt die Grafiken, den „überdurchschnittlichen Parser“ sowie Dokumentation und Benutzerführung und hielt fest, The Pawn gehöre zur „Adventure-Spitzenklasse“. Das Magazin vergab 89 von 100 Punkten. Die ASM stellte ebenfalls die Grafik und den Parser heraus und lobte darüber hinaus, dass die Figuren des Spiels „nur so vor Humor sprühen“.
Für das britische Magazin Computer & Video Games resümierte Keith Campbell, The Pawn sei das fantastischste Adventure, das er je gesehen habe. Er lobte die Grafiken als die „fortschrittlichsten und beeindruckendsten Bilder, die es je in einem Adventure“ gegeben habe sowie den fortschrittlichen Parser. Weiterhin notierte er einen „wundervollen Humor“ in den Texten Steggles.
1986 gewann The Pawn bei den britischen Golden Joystick Awards in der Kategorie „Adventure of the Year“.